# كاثرين مارسال
كاثرين مارسال (بالفرنسية: Catherine Marsal)‏ مواليد 20 يناير 1971 في متز، هي دراج فرنسية سابقة. سبق أن شاركت في دورة الألعاب الأولمبية الصيفية.

## سجل النتائج

### سباقات أو مراحل فازت بها
- بطولة العالم لسباق الدراجات على الطريق

## روابط خارجية
- كاثرين مارسال على موقع أرشيف الدراجات (الإنجليزية)
- كاثرين مارسال على موقع إحصائيات الدراجات الإحترافية (الإنجليزية)
- كاثرين مارسال على موقع CycleBase (الإنجليزية)
- كاثرين مارسال على موقع أوليمبيديا (الإنجليزية)